# Municipal District of Greenview No. 16
Der Municipal District of Greenview No. 16 ist einer der 63 „municipal districts“ in Alberta, Kanada. Der Verwaltungsbezirk liegt in der Region Nord-Alberta und gehört zur „Census Division 18“. Er wurde zum 1. Januar 1969 durch die Zusammenlegung verschiedener anderer Verwaltungseinheiten eingerichtet (incorporated als „Improvement District No. 16“) und sein Verwaltungssitz befindet sich in Valleyview.
Der Verwaltungsbezirk ist für die kommunale Selbstverwaltung in den ländlichen Gebieten sowie den nicht rechtsfähigen Gemeinden, wie Dörfern und Weilern und ähnlichem, zuständig. Für die Verwaltung der Städte (City) und Kleinstädte (Town) in seinen Gebietsgrenzen ist er nicht zuständig.

## Lage
Der „Municipal District“ liegt im zentralen Westen der kanadischen Provinz Alberta, in den südlichen Ausläufern des Peace River Countrys. Die Nordgrenze des Bezirks folgt dem Verlauf des Smoky Rivers bzw. im Nordwesten dem Verlauf des Wapiti Rivers. Im Süden folgt der Grenzverlauf dem Berland River bzw. im Südwesten dann dem Athabasca River. Der Bezirk wird in Nord-Süd-Richtung durch den Alberta Highway 40 sowie den Alberta Highway 43 durchquert. Außerdem durchquert eine Eisenbahnstrecke, von Grande Cache im Norden nach Hinton im Süden, der Canadian National Railway den Bezirk.
Im Bezirk liegen mehrere Provincial Parks:
- O’Brien Provincial Park
- Pierre Grey’s Lakes Provincial Park
- Two Lakes Provincial Park
- Williamson Provincial Park
- Young’s Point Provincial Park

| County of Grande Prairie No. 1                    | Birch Hills County                          | Municipal District of Smoky River No. 130 |
| British Columbia                                  | Kompassrose, die auf Nachbargemeinden zeigt | Big Lakes County                          |
| Improvement District No. 25 (Willmore Wilderness) | Yellowhead County                           | Woodlands County                          |

## Bevölkerung
| Jahr | Erhebung          | Einwohner | Änderung | Fläche (km²) | Bev.-dichte (EW/km²) |
| ---- | ----------------- | --------- | -------- | ------------ | -------------------- |
| 2016 | Volkszählung 2016 | 5583      | + 5,4 %  | 32.984,24    | 0,2                  |
| 2011 | Volkszählung 2011 | 5299      | - 3,0 %  | 32.989,05    | 0,2                  |

## Gemeinden und Ortschaften
Folgende Gemeinden liegen innerhalb der Grenzen des Verwaltungsbezirks:
- Stadt (City): keine
- Kleinstadt (Town): Fox Creek, Valleyview
- Dorf (Village): keine
- Weiler (Hamlet): DeBolt, Grande Cache, Grovedale, Landry Heights, Little Smoky, Ridgevalley

Außerdem bestehen noch weitere, noch kleinere Ansiedlungen.